# Хреновское сельское поселение (Бобровский район)
Хреновское сельское поселение — муниципальное образование Бобровского района Воронежской области России.
Административный центр — село Хреновое.

## Население
| 2000  | 2002  | 2005  | 2010  | 2012  | 2013  | 2014  | 2015  | 2016  |
| ----- | ----- | ----- | ----- | ----- | ----- | ----- | ----- | ----- |
| 6174  | ↘5553 | ↗5567 | ↘4881 | ↘4816 | ↘4789 | ↘4734 | ↗4905 | ↗5047 |
| 2017  | 2018  | 2019  | 2020  | 2021  |       |       |       |       |
| ↘5032 | ↘4983 | ↘4910 | ↘4882 | ↘4825 |       |       |       |       |

## Административное деление
Состав поселения:
- село Хреновое.